# Tunelul feroviar Frejus

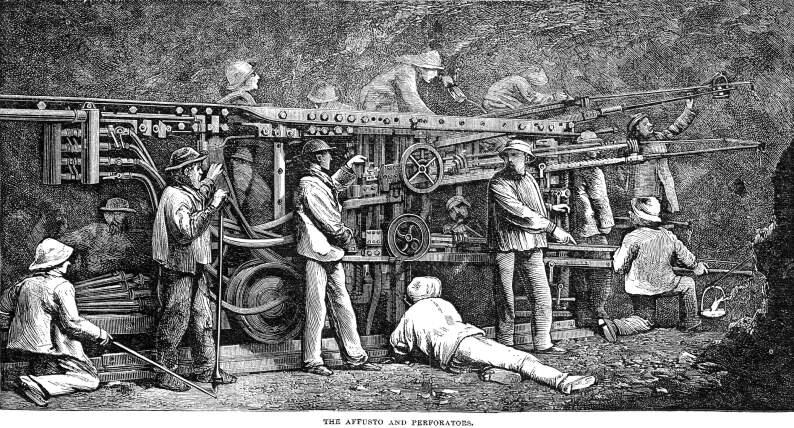
Mașină pneumatică de găurit roci, inventată de Germain Sommeiller

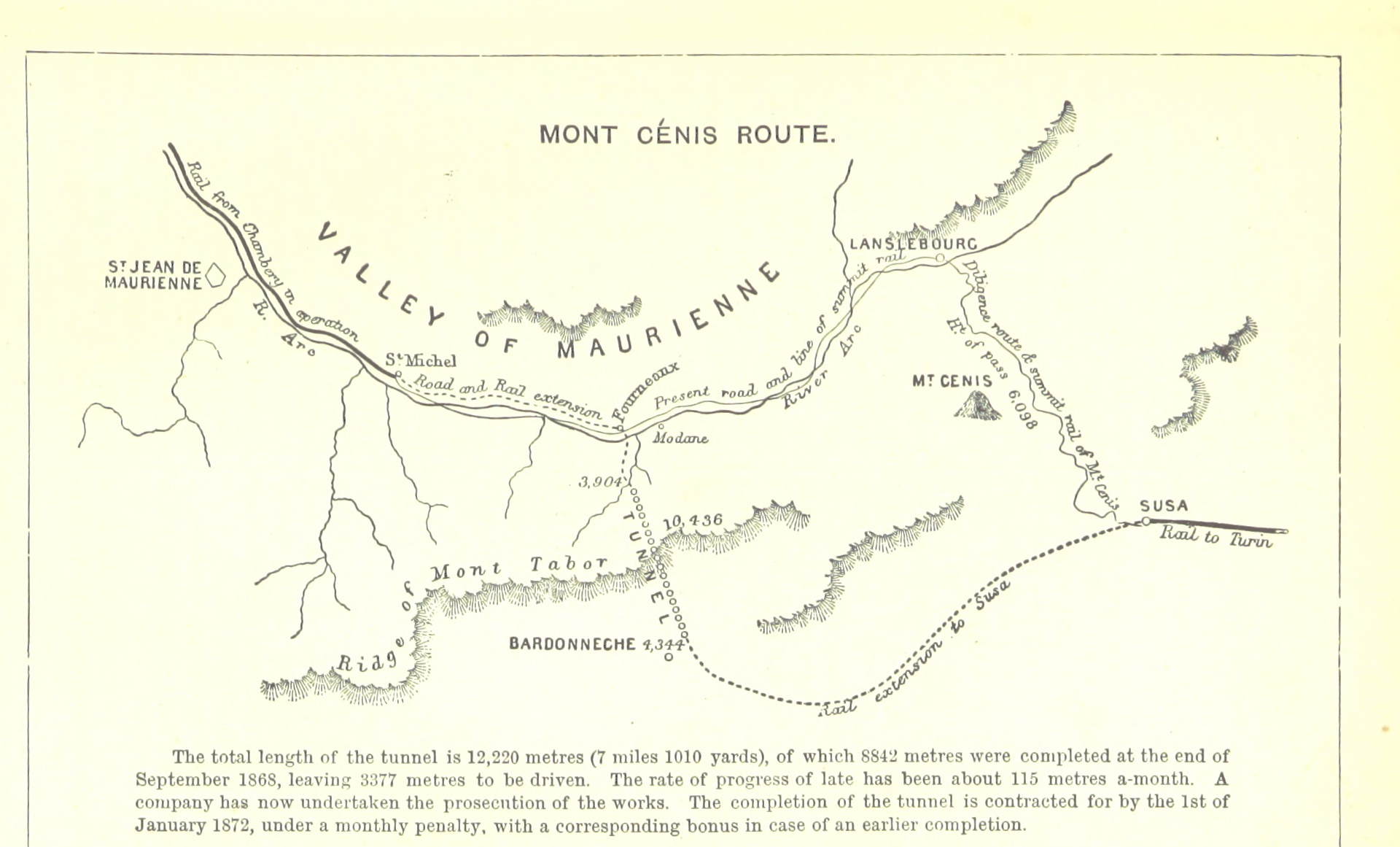

Tunelul feroviar Frejus (denumit oficial în italiană Traforo ferroviario del Frejus, în franceză Tunnel ferroviaire du Fréjus), cu lungimea de 13,7 km a fost deschis traficului în anul 1871. Se întinde pe sub Muntele Frejus între orașele Modane din Franța și Bardonecchia în valea Susei din Italia, constituind una dintre principalele legături transalpine dintre Franța și Italia. Tunelul rutier Frejus circulă în paralel și a fost construit mult mai recent (deschis circulației în 1980).
Tunelul este considerat cel mai vechi tunel alpin mare. A fost considerată o capodopera tehnică la acea vreme și a fost cel mai lung tunel din lume până la deschiderea tunelului Gotthard în 1882. În anul 1881 a fost inclus în baletul Excelsior alături de alte realizări tehnice excepționale ale acelor timpuri.
În prezent, este planificată construcția noului tunel de bază Mont Cenis, lung de aproximativ 52 de kilometri, pentru o nouă linie de mare viteză între Lyon și Torino.

## Traseu
Contrar a ceea ce ar putea sugera numele, tunelul se află la aproximativ 30 de kilometri de Pasul Mont Cenis și traversează sub masivul Muntele Frejus (2932 m) și Col de Fréjus (2542 m).
De când portalul de nord a fost mutat în 1881 (a se vedea modificările post-construcție) deasupra Modanei, se ajunge printr-o curbă în ac de păr la est de oraș, care duce direct în intrarea tunelului feroviar Frejus. Pe partea de sud italiană, calea ferată iese din munte în zona Bardonecchia. Lungimea tunelului a devenit 13.657,45 metri de când a fost instalat noul portal (anterior 12.819,6 metri).

## Istoric
Ideea construirii tunelului este atribuită lui Joseph François Medail, care a întocmit planuri pentru acesta în jurul anului 1840 și i-a sugerat-o regelui Carol Albert al Sardiniei-Piemont, care la acea vreme domnea asupra celor două văi pentru a fi conectate. Totuși, doar succesorul său Victor Emanuel al II-lea a fost cel care a comandat planificarea concretă din 1849, la cinci ani după moartea lui Medail și a ordonat construirea tunelului în 1857. Scopul a fost crearea unei legături din Marea Britanie prin porturile mediteraneene până la Canalul Suez iar de aici în direcția coloniei britanice de atunci, India. Lucrările de construcție au început la 19 august 1857, cu regele Victor Emmanuel al II-lea al Sardiniei-Piemont în prezența împăratului francez Napoleon al III-lea care a declanșat primele explozii. Perioada de construcție inițială trebuia să fie de 25 de ani. Lucrarea, care a fost efectuată inițial cu ajutorul uneltelor manuale utilizate în mod obișnuit la acea vreme, a progresat inițial foarte lent. Menținând ritmul de construcție din 1857 până în 1860, finalizarea ar fi durat între 40 și 50 de ani. Totuși, inginerul Germain Sommeiller, care se ocupa de construcția tunelului, a inventat ciocanele pneumatice de foraj și le-a folosit din 1861. Odată cu amorsarea electrică a încărcăturilor explozive, viteza de construcție a fost triplată și întregul timp de construcție a fost în cele din urmă scurtat la 14 ani. Această viteză de construcție neașteptat de mare a dus și la terminarea timpurie a căii ferate peste Pasul Mont Cenis, care a fost finalizată abia în 1868. Această viteză de construcție neașteptat de mare a dus și la închiderea timpurie a căii ferate peste Pasul Mont Cenis, care a fost finalizată în 1868.
Străpungerea a avut loc pe 25 decembrie 1870, iar tunelul a fost deschis oficial pe 17 septembrie 1871.

## Modificări după construcție
În 1881, din cauza tasării terenului la sud de Modane, a devenit necesară o extindere a tunelului și relocarea portalului de nord. De atunci, lungimea tunelului a fost de 13.657,45 metri. Vechiul portal, care a trebuit să fie închis în timpul construcției Autostrăzi A43, a fost reconstruit în imediata apropiere și servește acum ca monument și muzeu.
În 1925 tronsonul Chambéry–Modane a fost dotat cu tensiune continuă de 1,5 kV. Acesta a fost conceput ca o operațiune de testare pentru electrificarea ulterioară a prestigioasei linii Marsilia-Nisa. Curentul a fost captat pe traseul deschis și pe liniile principale continue ale stațiilor printr-o șină conductoare laterală; Din cauza riscului de accidente, celelalte linii ale stației au fost prevăzute cu o linie aeriană simplă. Până când șina conductoare a fost înlocuită complet cu o șină de curent standard în 1976, locomotivele adecvate au trebuit să fie păstrate disponibile pentru ruta Maurienne. Ruta Modane – Torino a fost electrificată din 1912 până în 1920 cu curent trifazat cu o tensiune de 3600 V și 16 Hz, încă din anii 1960 se folosește tensiunea continuă de 3000 V, care este folosită de obicei în Italia.
Din 1953 tunelul a fost folosit pentru transportare de mașini, initial doar in lunile de iarna cand pasul Mont Cenis era închis, mai tarziu pe tot parcursul anului. Transportul mașinilor a fost oprită din nou în 1980 odată cu deschiderea Tunelul rutier Frejus paralel.

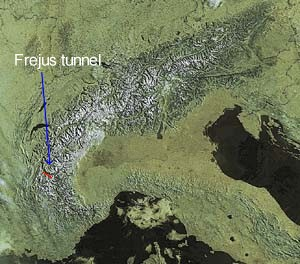
Amplasarea tunelului în arcul alpin
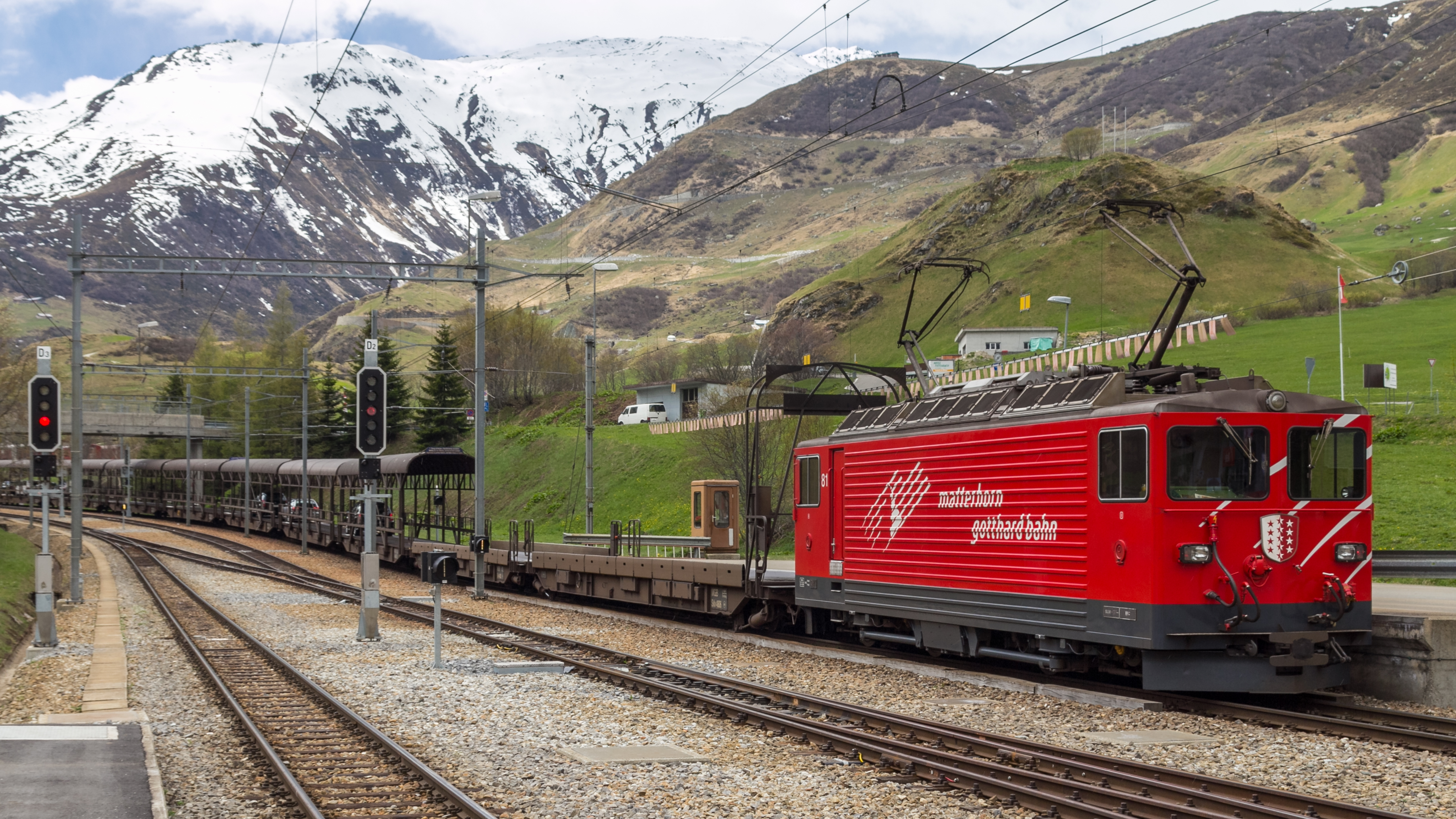
Autotransport în Realp 2011
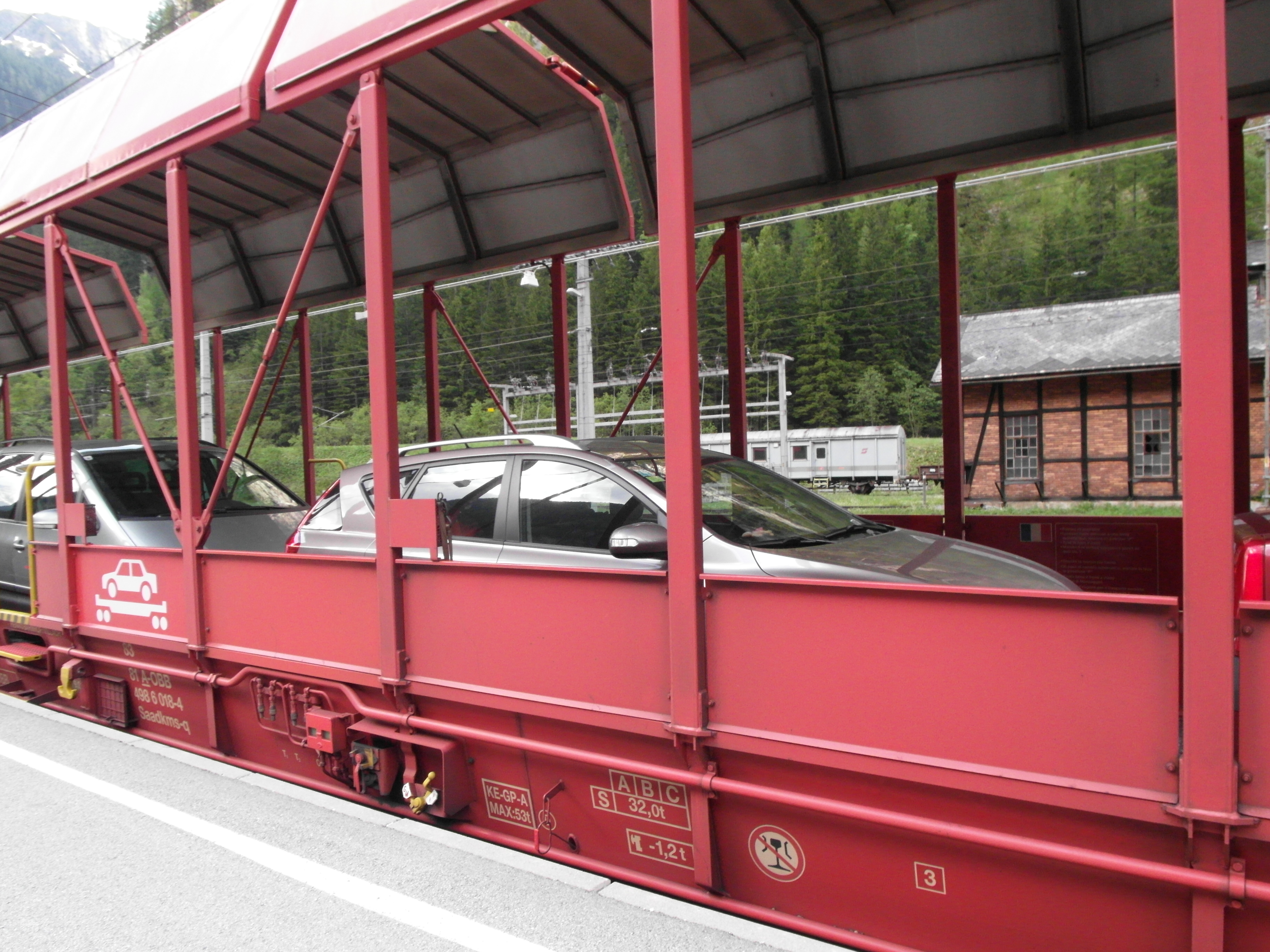
Tren auto încărcat cu vehicule
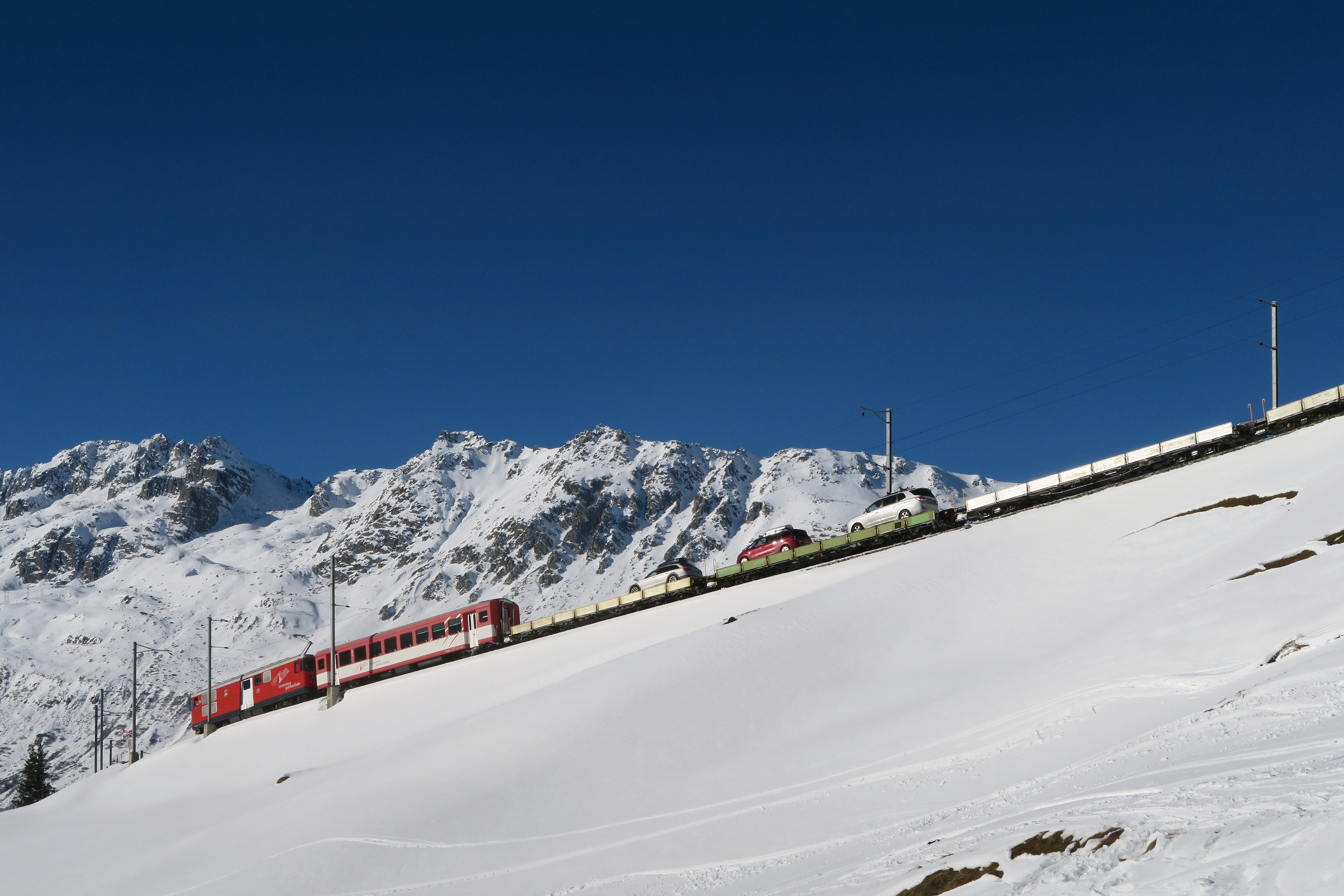
Transport auto în Pasul Oberalp iarna